# Jucati
Jucati là một đô thị thuộc bang Pernambuco, Brasil. Đô thị này có diện tích 109,32 km², dân số năm 2007 là 10334 người, mật độ 94,53 người/km².